# Tsewang Namgyal
Tsewang Namgyal was een koning uit de Namgyal-dynastie van Ladakh. Zijn voorganger was Tashi Namgyal. Hij regeerde over Ladakh tot 1616 en werd opgevolgd door Jamyang Namgyal.
Tsewang Namgyal breidde zijn koninkrijk voor korte duur uit tot aan Nepal.